# Красногірський заказник
Красногірський — ентомологічний заказник місцевого значення. Об'єкт розташований на території Барвінківського району Харківської області, село Іванівка.
Площа — 2,5 га, статус отриманий у 1984 році.
Охороняється ділянка степової та чагарникової рослинності у балці. Тут зростають карагана кущова, терен, ковила, типчак, маренка рожева, волошка східна, оман шорсткий, шавлія, залізняк, астрагал. 
Трапляються види ентомофауни пов'язані зі степовим різнотрав'ям. В заказнику мешкають понад 20 видів бджолиних, зокрема, занесені до Червоної книги України рофітоїдес сірий, мелітурга булавовуса, джміль вірменський.